# Moehringia hypanica
Moehringia hypanica is een plant uit de anjerfamilie (Caryophyllaceae). De soort is endemisch in het stroomdal van de Zuidelijke Boeg, gelegen in het Dnjeperhoogland in Oekraïne. Vanwege het beperkte verspreidingsgebied is de soort zeer kwetsbaar en staat de soort vermeld op Appendix I van de Conventie van Bern (1979). Ook wordt de soort vermeld op de Rode Lijst van bedreigde soorten in Oekraïne en geniet de soort bescherming in het Nationaal Park Boezky Hard. De botanische naam werd gepubliceerd door Michail V. Klokov en Fedir O. Gryn in 1951.